# Paul Meijers
Paul Meijers (Nijmegen, 13 april 1959) is een Nederlands voormalig voetballer die uitkwam voor N.E.C.. Hij speelde als aanvaller. Paul is de zoon van oud-voetballer Pauke Meijers, ook zijn oom Wim Meijers speelde betaald voetbal. Zijn  broer Eric Meijers was als coach succesvol. Aansluitend speelde Meijers nog lang voor De Treffers waarmee hij in 1991 algeheel amateurkampioen werd.